# Sowjetischer Eishockeypokal 1966
Die Saison 1966 war die achte Austragung des sowjetischen Eishockeypokals. Pokalsieger wurde zum fünften Mal ZSKA Moskau. Bester Torschütze des Turniers war Alexander Martynjuk von Spartak Moskau mit zehn Toren.

## Teilnehmer
| Teams der I gruppa: | Teams der II gruppa: | Teams der Klass B: | Weitere Teams: |
| --- | --- | --- | --- |
| - Torpedo Gorki - Dynamo Kiew - SKA Leningrad - Dynamo Moskau - Krylja Sowetow Moskau - Lokomotive Moskau - Spartak Moskau - ZSKA Moskau - Sibir Nowosibirsk - Chimik Woskressensk | - Gorod Elektrostal - Progress Glasow - SKA Kalinin - Olimpija Kirowo-Tschepezk - Dynamo Leningrad - Metallurg Nowokusnezk - SKA Nowosibirsk - Aeroflot Omsk - Stroitel Orenburg - Diselist Pensa - Molot Perm - Schachtjor Prokopjewsk - Daugava Riga - Spartak Rjasan - Maschinostroitel Slatoust - Spartak Swerdlowsk - Torpedo Ust-Kamenogorsk | - Motor Barnaul - Dynamo Brjansk - Gidrostroitel Diwnogorsk - Torpedo Jaroslawl - SK im. Worowskogo Kasan - Schachtjor Korkino - Rossija Krasnokamsk - Trud Miass - Lokomotive Nowokusnezk - Energija Nowosibirsk - Juschny Ural Orsk - Ural Perm - Trud Pawlowo-Posad - Torpedo Rubzowsk - Meteor Rybinsk - Metallurg Serow - Wodnik Tjumen - Woschod Tscheljabinsk - Trud Uchta - Torpedo Uljanowsk - Torpedo Wologda | - Metallist Ischewsk - Awtomobilist Iwanowo - Metallist Kowrow - Majak Kubyschew - Wimpel Minsk - Elektrolampowy sawod Rjasan - Gornjak Rjasan - Trud Sagorsk - Poligrafmasch Schadrinsk - Kalev Tallinn - Torpedo Ust-Kamenogorsk II - Okean Wladiwostok - Burewestnik Wolgograd |

## Ergebnisse

### Erste Runde
| Okean Wladiwostok          | 6:13 | Aeroflot Omsk             |
| Juschny Ural Orsk          | 2:9  | Torpedo Gorki             |
| Gornjak Rjasan             | 4:5  | Stroitel Orenburg         |
| Torpedo Rubzowsk           | 6:3  | Torpedo Ust-Kamenogorsk   |
| Energija Nowosibirsk       | 6:4  | Schachtjor Prokopjewsk    |
| Torpedo Wologda            | 1:6  | Lokomotive Moskau         |
| Torpedo Ust-Kamenogorsk II | 5:7  | Metallurg Nowokusnezk     |
| Metallist Ischewsk         | 3:4  | Gorod Elektrostal         |
| Ural Perm                  | 1:4  | Progress Glasow           |
| Metallist Kowrow           | 2:14 | SKA Leningrad             |
| SK im. Worowskogo Kasan    | 1:6  | Molot Perm                |
| Trud Sagorsk               | 4:1  | Wimpel Minsk              |
| Poligrafmasch Schadrinsk   | 0:8  | Krylja Sowetow Moskau     |
| Trud Miass                 | 1:2  | Maschinostroitel Slatoust |

### Zweite Runde
| SKA Kalinin                 | 7:2  | Rossija Krasnokamsk   |
| Trud Uchta                  | 4:12 | Dynamo Moskau         |
| Motor Barnaul               | 2:12 | SKA Nowosibirsk       |
| Torpedo Uljanowsk           | 3:4  | Spartak Rjasan        |
| Dynamo Brjansk              | 0:6  | Dynamo Kiew           |
| Wodnik Tjumen               | 2:10 | Spartak Swerdlowsk    |
| Torpedo Jaroslawl           | 2:4  | Spartak Moskau        |
| Gidrostroitel Diwnogorsk    | 10:5 | Torpedo Rubzowsk      |
| Torpedo Gorki               | 11:1 | Aeroflot Omsk         |
| Lokomotive Moskau           | 0:7  | Metallurg Nowokusnezk |
| Progress Glasow             | 7:2  | Burewestnik Wolgograd |
| Meteor Rybinsk              | 1:7  | SKA Leningrad         |
| Schachtjor Korkino          | 5:4  | Chimik Woskressensk   |
| Elektrolampowy sawod Rjasan | 3:10 | Dynamo Leningrad      |
| Trud Pawlowo-Posad          | 1:7  | Daugava Riga          |
| Lokomotive Nowokusnezk      | 1:8  | Sibir Nowosibirsk     |
| Olimpija Kirowo-Tschepezk   | 4:5  | Diselist Pensa        |

### Sechzehntelfinale
| Kalev Tallinn      | 0:16 | ZSKA Moskau           |
| SKA Kalinin        | 6:3  | Awtomobilist Iwanowo  |
| Metallurg Serow    | 2:4  | Dynamo Moskau         |
| Spartak Swerdlowsk | 4:3  | Dynamo Kiew           |
| Majak Kubyschew    | 2:33 | Spartak Moskau        |
| Progress Glasow    | 0:7  | SKA Leningrad         |
| Molot Perm         | 3:1  | Krylja Sowetow Moskau |
| Torpedo Gorki      | 5:6  | Daugava Riga          |
| Sibir Nowosibirsk  | 6:3  | Diselist Pensa        |

### Achtelfinale
| SKA Kalinin        | 1:12 | Dynamo Moskau            |
| Spartak Swerdlowsk | 8:5  | SKA Nowosibirsk          |
| Spartak Moskau     | 6:2  | Gidrostroitel Diwnogorsk |
| SKA Leningrad      | 9:1  | Molot Perm               |
| Schachtjor Korkino | 3:5  | Woschod Tscheljabinsk    |
| Daugava Riga       | 7:5  | Sibir Nowosibirsk        |

### Viertelfinale
| Dynamo Moskau  | 5:3  | Spartak Swerdlowsk    |
| Spartak Moskau | 5:2  | Torpedo Gorki         |
| SKA Leningrad  | 6:1  | Woschod Tscheljabinsk |
| Daugava Riga   | 3:15 | ZSKA Moskau           |

### Halbfinale
| Dynamo Moskau | 3:0 | Spartak Moskau |
| SKA Leningrad | 2:8 | ZSKA Moskau    |

### Finale
| ZSKA Moskau | 6:1, 8:2 | Dynamo Moskau |

## Pokalsieger
| Pokalsieger ZSKA Moskau | Torhüter: Wiktor Tolmatschow, Nikolai Tolstikow Verteidiger: Wladimir Breschnew, Juri Glasow, Eduard Iwanow, Wiktor Kuskin, Alexander Ragulin, Igor Romischewski, Oleg Saizew Angreifer: Weniamin Alexandrow, Alexander Almetow, Anatoli Firsow, Anatoli Frolow, Anatoli Ionow, Konstantin Loktew, Jewgeni Mischakow, Juri Moissejew, Wiktor Polupanow, Walentin Senjuschkin, Wladimir Wikulow Cheftrainer: Anatoli Tarassow |